# Cyklopi niebiańscy
Cyklopi niebiańscy – w mitologii greckiej pierwsza generacja bogów z pokolenia olbrzymów.
Wyróżnia się trzech cyklopów: Brontesa, Steropesa (Asteropes) i Argesa. Ich imiona kojarzyły się z nazwami Grzmotu, Błyskawicy i Pioruna. Byli synami Uranosa i Gai.
Początkowo zostali uwięzieni przez boga Uranosa w Tartarze a następnie uwolnieni przez jego syna, Kronosa i ponownie zrzuceni przez niego do krainy podziemi. Ostatecznie uwolnił ich Zeus, kierowany wyrocznią mówiącą, iż bez ich pomocy nie odniesie zwycięstwa w walce z ojcem, Kronosem. Cyklopi ofiarowali Zeusowi grzmot, błyskawicę i piorun, Hadesowi hełm niewidzialności, a Posejdonowi trójząb. Dzięki temu bogowie olimpijscy pokonali tytanów i zrzucili ich do Tartaru.
Cyklopi byli kowalami i twórcami boskich piorunów. Za to, że Zeus uśmiercił piorunem Asklepiosa, syna Apollina, ten mszcząc się, zabił cyklopów (lub ich synów według innej wersji). Za ten czyn Apollo musiał jako niewolnik służyć u Admeta.